# 38時間テレビ
『38時間テレビ』（さんじゅうはちじかんテレビ）は、TBS・JNN系列にて1999年および2000年の12月30日から翌年1月1日にかけて放送された長時間特別番組の総称。

## 概要
1999年から2000年（ミレニアム）および2000年から2001年（新世紀）の年末年始をまたぐ2年連続の38時間連続放送となっている。また、1992年より開始された「TBS 21世紀プロジェクト」としては『39時間テレビ』、『報道30時間テレビ』、『テレビのちから』に続く年末長時間特別番組であると共に、2000年-2001年の放送によってフィナーレを迎えた。なお、「報道30時間テレビ」と「テレビのちから」は放送日付上は大晦日の深夜がゴールとなっていたため、年末年始をまたぐ足掛け2日間弱の特番となったのは1992年-1993年の「39時間テレビ」以来であった。

## 各年の正式タイトル
- 1999年：超える!テレビ
- 2000年：SAMBA・TV